# جيمي غراهام (لاعب كرة قدم أمريكية)
جيمي غراهام (بالإنجليزية: Jimmy Graham)‏ هو لاعب كرة قدم أمريكية أمريكي، ولد في 24 نوفمبر 1986 في غولدزبورو في الولايات المتحدة.

## وصلات خارجية
- الموقع الرسمي
- جيمي غراهام على موقع كلية كرة السلة في سبورتس رفرنس.كوم (الإنجليزية)
- جيمي غراهام على موقع ريلجم (الإنجليزية)
- جيمي غراهام على موقع إي إس بي إن.كوم (أن.أف.أل)3
- جيمي غراهام على موقع مرجع كرة القدم المحترفة.كوم (الإنجليزية)